# Zonocopris machadoi
Zonocopris machadoi är en skalbaggsart som beskrevs av Vaz-de-mello 2007. Zonocopris machadoi ingår i släktet Zonocopris och familjen bladhorningar. Inga underarter finns listade i Catalogue of Life.